# رودولف هلال
رودولف هلال (16 مارس 1980-) عارض أزياء وإعلامي لبناني

## حياته الخاصة
درس السينما السمعية والبصرية في جامعة الروح القدس -الكسليك
في مايو 2017 أقدم على طلب يد حبيبته «كاريل حايك» على الهواء مباشرةً خلال برنامج «الحلقة الأخيرة» 
وفي أكتوبر 2017 دخل القفص الذهبي مع زوجته كاريل حايك في كاتدرائية القديس جاوروجيوس في بيروت، وقد كلّلهما متروبوليت بيروت للروم الأرثوذكس المطران إلياس عودة، أمّا حفل الزفاف فأُقيم في فندق فينيسيا ببيروت بحضور نجوم من الوسط الفني في 18 أغسطس 2018 رزق بإبنه الأول «جان كلود»وفي مارس 2024 رزق بابنه الثاني "إيلاي"

## مشواره المهني

### انطلاقته
شارك في تقديم برنامج  دردشات مع عدة شباب على قناة زين بين عامي 2001-2002
عمل كعارض أزياء حيث قدم الكثير من العروض للعديد من المصممين كما شارك في مسابقة ملك جمال لبنان
عام 2005 تلقى عرضا من قناة الجرس التي كانت ترأسها نضال الأحمدية قدم برامج منوعات وألعاب منها فرصة عمر وشو الهدية
عمل مراسلا لإذاعة جرس سكوب
عام 2008 إنتقل لمحطة أو تي في وقدم برنامج  سوري بس مع زميله رجا ناصر الدين وقدما أيضا برنامجا رمضانيا بعنوان  نورنا الليل.

### عمله في المؤسسة اللبنانية للإرسال
في نهاية العام 2012 تلقّى عرضا من المؤسسة اللبنانية للإرسال LBCI
حيث يقدم برنامج تاريخ يشهد مع ليلى عبد اللطيف والمتهم بمشاركة زميله رجا ناصر الدين
اشترك كمتسابق في برنامج سبلاش عام 2013
في 4 أبريل2014 أعلن خطوبته من اللبنانية  ديما جمال 
في شهر رمضان 2015 قدما أيضا برنامج هل القمر الذي استضافا فيه كبار نجوم العالم العربي
إضافة لذلك يقدم برنامجا إذاعيا صباحيا بعنوان بخصوص هالشيءعلى راديو صوت الغد بمشاركة زميله رجا ناصر الدين.
في الخامس من فبراير 2016 بدأ بتقديم برنامجه الخاص بعنوان  the show وهو برنامج منوّعات ترفيهي وحواري وعروض للألعاب، يستضيف في كلّ حلقة مجموعة من النجوم من مجالات عدّة أوقف البرنامج بعد عرض أول حلقتين لعدم تحقيقه النجاح المطلوب وانتقاد المشاهدين لمستوى البرنامج بعد أن اعتبر برنامجا مأخوذا عن نسخة عالمية وعدم قيام المحطة بشراء حقوق البث.
في مايو 2016 خلال الحفل السنويّ لجامعة Mubs في عاليه والذي قدّمه رجا ناصر الدين ورودوف هلال، واستضافا فيه كل من ناصيف زيتون، نادين الراسي وباسم مغنيّة، كرّمت إدارة الجامعة إلى جانب النجوم/الضيوف، كل من رجا ورودولف كإعلاميين حققا نجاحات كثيرة في سنوات قليلة، وكفاعلين مهمّين في الاحتفالية السنويّة للجامعة.
في نوفمبر 2020 إنضم لمنصة صوت بيروت انترناشونال لتقديم برنامج «المواجهة» وعرض بالتزامن مع ال بي سي آيفي أكتوبر 2021 قدم برنامج المجهول، في رمضان 2022 قدم برنامج «بلا ولا شي»وفي يناير 2025 قدم برنامج اجتماعي إنساني فني بعنوان "أرض الواقع 

### انتقاله إلى إم تي في
في ديسمبر 2016 إنتقل رودولف مع زميله رجا إلى محطة إم تي في اللبنانية ليقدما برنامجا مشتركا بعنوان «الحلقة الأخيرة» استضافا فيه أبرز نجوم الفن في العالم العربي
- في نوفمبر 2017 قدم برنامج المكتب الثاني برفقة زميله رجا وكان من إخراج كميل طانيوس ضيف الحلقة الأولى كان المخرج سيمون أسمر [15]
- في يوليو 2018 انضم إلى أسرة إذاعة “جرس سكوب” لتقديم برنامج«جرس سكوب» في 9 يوليو 2018ً.[16]